# Penanggoan Duren
Penanggoan Duren is een bestuurslaag in het regentschap Ogan Komering Ilir van de provincie Zuid-Sumatra, Indonesië. Penanggoan Duren telt 2543 inwoners (volkstelling 2010).